# La Granada
La Granada är en ort och kommun i Spanien. Den ligger i provinsen Província de Barcelona och regionen Katalonien, i den östra delen av landet, 500 km öster om huvudstaden Madrid. La Granada ligger 273 meter över havet och antalet invånare är 1 566.
Terrängen runt La Granada är platt söderut, men norrut är den kuperad.Runt La Granada är det ganska tätbefolkat, med 62 invånare per kvadratkilometer. Närmaste större samhälle är Vilafranca del Penedès, 4,0 km sydväst om La Granada. Trakten runt La Granada består till största delen av jordbruksmark.